# Burdynówka
Burdynówka – część wsi Borzęckie w Polsce, położona w województwie łódzkim, w powiecie sieradzkim, w gminie Złoczew.
Wchodzi w skład sołectwa Borzęckie.
W latach 1975–1998 Burdynówka administracyjnie należała do województwa kieleckiego.
Do roku 2002 w Burdynówce znajdowała się zbiorowa mogiła żołnierzy niemieckich z czasów II wojny światowej (ekshumacja w 2002 roku). Do dziś w miejscu mogiły zachował się drewniany krzyż postawiony przez mieszkańców Burdynówki (z inicjatywy Zbigniewa Ściebury).